# Thomas Henry Bingham
Thomas Henry Bingham (Marylebone, 13 ottobre 1933 – Boughrood, 11 settembre 2010) è stato un giudice britannico, Master of the Rolls (1992-1996), Lord Chief Justice of England and Wales (1996-2000) e senior law lord (2000-2008). Alla sua morte è stato descritto come il giudice più importante del suo tempo.

## Biografia
Si è sposato nel 1963 con Elizabeth Loxley, bisnipote di Gerald Loxley, dalla quale ha avuto tre figli.
Nel 1996 è stato creato pari a vita come barone Bingham di Cornhill.
Nel 2005 è stato nominato Cavaliere dell'Ordine della Giarrettiera, primo giudice a ricevere questa onorificenza.